# Discolampa colmus
Discolampa colmus är en fjärilsart som beskrevs av Hans Fruhstorfer 1922. Discolampa colmus ingår i släktet Discolampa och familjen juvelvingar. Inga underarter finns listade i Catalogue of Life.